# Kvalifikace na Mistrovství světa ve fotbale 2014
V kvalifikaci na Mistrovství světa ve fotbale 2014 se národní týmy ze šesti fotbalových konfederací ucházely o 31 postupových míst na závěrečný turnaj, který se konal v Brazílii v červnu a červenci 2014. Kvalifikace se účastnilo 204 zemí, což vyrovnalo nejvyšší počet v historii.
| Region                                        | Počet místenek na finálovém turnaji pro tento region | Počet účastníků kvalifikace v tomto regionu |
| --------------------------------------------- | ---------------------------------------------------- | ------------------------------------------- |
| Afrika (CAF)                                  | 5                                                    | 52                                          |
| Asie (AFC)                                    | 4,5*                                                 | 42                                          |
| Evropa (UEFA)                                 | 13                                                   | 53                                          |
| Jižní Amerika (CONMEBOL)                      | 5,5* (včetně Brazílie jako hostitele)                | 9                                           |
| Oceánie (OFC)                                 | 0,5*                                                 | 11                                          |
| Severní, Střední Amerika a Karibik (CONCACAF) | 3,5*                                                 | 35                                          |

* Poloviny míst znamenají místa v mezikontinentální baráži.

## Kvalifikované týmy

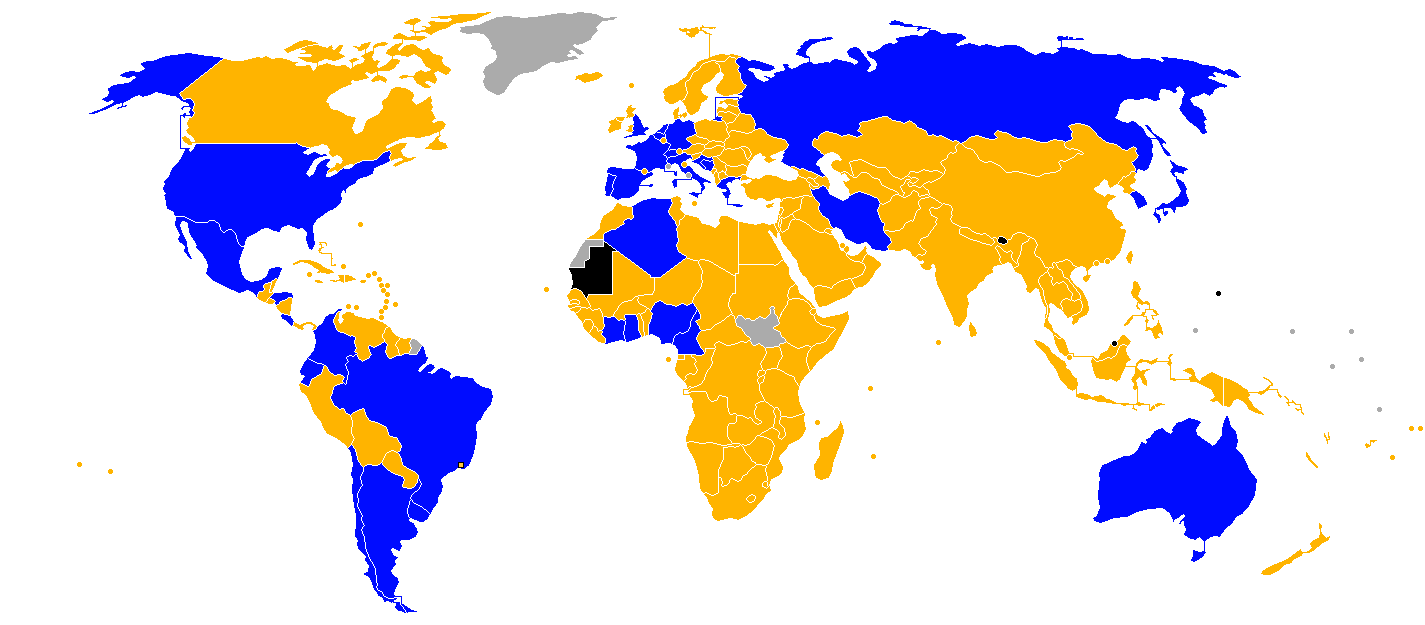
Kvalifikováni
Nekvalifikovali se
Neúčastnili se, ačkoliv jsou členem FIFA
Neúčastníli se, nebyli členem FIFA před startem kvalifikace

| Tým                 | Kvalifikován jako                           | Datum zajištění účasti | Pořadí účasti na MS | Poslední účast | Nejlepší umístění                       | Pořadí po sobě jdoucí účasti |
| ------------------- | ------------------------------------------- | ---------------------- | ------------------- | -------------- | --------------------------------------- | ---------------------------- |
| Brazílie            | Hostitel                                    | 30. října 2007         | 20.                 | 2010           | Vítězové (1958, 1962, 1970, 1994, 2002) | 20                           |
| Japonsko            | 4. fáze AFC - vítěz skupiny B               | 4. června 2013         | 5.                  | 2010           | Osmifinále (2002, 2010)                 | 5                            |
| Austrálie           | 4. fáze AFC - druhý ze skupiny B            | 18. června 2013        | 4.                  | 2010           | Osmifinále (2006)                       | 3                            |
| Írán                | 4. fáze AFC - vítěz skupiny A               | 18. června 2013        | 4.                  | 2006           | Základní skupina (1978, 1998, 2006)     | 1                            |
| Jižní Korea         | 4. fáze AFC - druhý ze skupiny A            | 18. června 2013        | 9.                  | 2010           | 4. místo (2002)                         | 8                            |
| Nizozemsko          | vítěz skupiny D UEFA                        | 10. září 2013          | 10.                 | 2010           | 2. místo (1974, 1978, 2010)             | 3                            |
| Itálie              | vítěz skupiny B UEFA                        | 10. září 2013          | 18.                 | 2010           | Vítězové (1934, 1938, 1982, 2006)       | 14                           |
| USA                 | 1. místo třetí fáze CONCACAF                | 10. září 2013          | 10.                 | 2010           | 3. místo (1930)                         | 7                            |
| Kostarika           | 2. místo třetí fáze CONCACAF                | 10. září 2013          | 4.                  | 2006           | Osmifinále (1990)                       | 1                            |
| Argentina           | 1. místo CONMEBOL                           | 10. září 2013          | 16.                 | 2010           | Vítězové (1978, 1986)                   | 11                           |
| Belgie              | vítěz skupiny A UEFA                        | 11. října 2013         | 12.                 | 2002           | 4. místo (1986)                         | 1                            |
| Švýcarsko           | vítěz skupiny E UEFA                        | 11. října 2013         | 10.                 | 2010           | Čtvrtfinále (1934, 1938, 1954)          | 3                            |
| Německo             | vítěz skupiny C UEFA                        | 11. října 2013         | 18.                 | 2010           | Vítězové (1954, 1974, 1990)             | 16                           |
| Kolumbie            | 2. místo CONMEBOL                           | 11. října 2013         | 5.                  | 1998           | Osmifinále (1990)                       | 1                            |
| Rusko               | vítěz skupiny F UEFA                        | 15. října 2013         | 10.                 | 2002           | 4. místo (1966)                         | 1                            |
| Bosna a Hercegovina | vítěz skupiny G UEFA                        | 15. října 2013         | 1.                  | —              | —                                       | 1                            |
| Anglie              | vítěz skupiny H UEFA                        | 15. října 2013         | 14.                 | 2010           | Vítězové (1966)                         | 5                            |
| Španělsko           | vítěz skupiny I UEFA                        | 15. října 2013         | 13.                 | 2010           | Vítězové (2010)                         | 10                           |
| Chile               | 3. místo CONMEBOL                           | 15. října 2013         | 9.                  | 2010           | 3. místo (1962)                         | 2                            |
| Ekvádor             | 4. místo CONMEBOL                           | 15. října 2013         | 3.                  | 2006           | Osmifinále (2006)                       | 1                            |
| Honduras            | 3. místo třetí fáze CONCACAF                | 15. října 2013         | 3.                  | 2010           | Základní skupina (1982, 2010)           | 2                            |
| Nigérie             | vítěz baráže CAF                            | 16. listopadu 2013     | 5.                  | 2010           | Osmifinále (1994, 1998)                 | 2                            |
| Pobřeží slonoviny   | vítěz baráže CAF                            | 16. listopadu 2013     | 3.                  | 2010           | Základní skupina (2006, 2010)           | 3                            |
| Kamerun             | vítěz baráže CAF                            | 17. listopadu 2013     | 7.                  | 2010           | Čtvrtfinále (1990)                      | 2                            |
| Ghana               | vítěz baráže CAF                            | 19. listopadu 2013     | 3.                  | 2010           | Čtvrtfinále (2010)                      | 3                            |
| Alžírsko            | vítěz baráže CAF                            | 19. listopadu 2013     | 4.                  | 2010           | Základní skupina (1982, 1986, 2010)     | 2                            |
| Řecko               | vítěz baráže UEFA                           | 19. listopadu 2013     | 3.                  | 2010           | Základní skupina (1994, 2010)           | 2                            |
| Chorvatsko          | vítěz baráže UEFA                           | 19. listopadu 2013     | 4.                  | 2006           | 3. místo (1998)                         | 1                            |
| Portugalsko         | vítěz baráže UEFA                           | 19. listopadu 2013     | 6.                  | 2010           | 3. místo (1966)                         | 4                            |
| Francie             | vítěz baráže UEFA                           | 19. listopadu 2013     | 14.                 | 2010           | Vítězové (1998)                         | 5                            |
| Mexiko              | vítěz mezikontinentální baráže CONCACAF/OFC | 20. listopadu 2013     | 15.                 | 2010           | Čtvrtfinále (1970, 1986)                | 6                            |
| Uruguay             | vítěz mezikontinentální baráže AFC/CONMEBOL | 20. listopadu 2013     | 12.                 | 2010           | Vítězové (1930, 1950)                   | 2                            |

## Kvalifikační skupiny
Kvalifikační proces započal v červnu 2011 a skončil v listopadu 2013.
Hlavní los kvalifikace proběhl 30. července 2011 v Rio de Janeiru.

### Rozhodující kritéria v kvalifikaci
Ve všech zónách byla používána k určení pořadí ve skupinách následující kritéria:
1. vyšší počet bodů ze všech zápasů ve skupině
2. lepší brankový rozdíl ze všech zápasů ve skupině
3. vyšší počet gólů vstřelených ve všech zápasech ve skupině
4. vyšší počet bodů obdržených ve vzájemných zápasech
5. lepší brankový rozdíl ve vzájemných zápasech
6. vyšší počet gólů vstřelených ve vzájemných zápasech
7. los nebo rozhodující zápas na neutrální půdě

### Afrika (CAF)
(52 týmů bojujících o 5 místenek)
Africká kvalifikace začala v listopadu 2011 předkolem, kterého se účastnilo nejhorších 24 afrických týmů podle žebříčku FIFA z července 2011. Ve skupinové fázi se dvanáctka vítězů předkola přidala k 28 přímo nasazeným celkům. Všech 40 týmů bylo rozlosováno do deseti skupin po čtyřech. Deset vítězů skupin se následně střetlo v baráži o 5 místenek na závěrečném turnaji.

#### Konečný stav africké kvalifikace (První fáze)
| Tým                     | Z | B  |
| ----------------------- | - | -- |
| Etiopie                 | 6 | 13 |
| Jihoafrická republika   | 6 | 11 |
| Botswana                | 6 | 7  |
| Středoafrická republika | 6 | 3  |

| Tým              | Z | B  |
| ---------------- | - | -- |
| Tunisko          | 6 | 14 |
| Kapverdy         | 6 | 9  |
| Sierra Leone     | 6 | 8  |
| Rovníková Guinea | 6 | 2  |

| Tým               | Z | B  |
| ----------------- | - | -- |
| Pobřeží slonoviny | 6 | 14 |
| Maroko            | 6 | 9  |
| Tanzanie          | 6 | 6  |
| Gambie            | 6 | 4  |

| Tým     | Z | B  |
| ------- | - | -- |
| Ghana   | 6 | 15 |
| Zambie  | 6 | 11 |
| Lesotho | 6 | 5  |
| Súdán   | 6 | 2  |

| Tým               | Z | B  |
| ----------------- | - | -- |
| Burkina Faso      | 6 | 12 |
| Konžská republika | 6 | 11 |
| Gabon             | 6 | 7  |
| Niger             | 6 | 4  |

| Tým     | Z | B  |
| ------- | - | -- |
| Nigérie | 6 | 12 |
| Malawi  | 6 | 7  |
| Keňa    | 6 | 6  |
| Namibie | 6 | 5  |

| Tým      | Z | B  |
| -------- | - | -- |
| Egypt    | 6 | 18 |
| Guinea   | 6 | 10 |
| Mosambik | 6 | 3  |
| Zimbabwe | 6 | 2  |

| Tým      | Z | B  |
| -------- | - | -- |
| Alžírsko | 6 | 15 |
| Mali     | 6 | 8  |
| Benin    | 6 | 8  |
| Rwanda   | 6 | 2  |

| Tým      | Z | B  |
| -------- | - | -- |
| Kamerun  | 6 | 13 |
| Libye    | 6 | 9  |
| DR Kongo | 6 | 6  |
| Togo     | 6 | 4  |

| Tým     | Z | B  |
| ------- | - | -- |
| Senegal | 6 | 12 |
| Uganda  | 6 | 8  |
| Angola  | 6 | 7  |
| Libérie | 6 | 4  |

#### Baráž africké kvalifikace
| Domácí v 1. zápase | Celkem  | Hosté v 1. zápase | 1. zápas | 2. zápas |
| ------------------ | ------- | ----------------- | -------- | -------- |
| Pobřeží slonoviny  | 4:2     | Senegal           | 3:1      | 1:1      |
| Etiopie            | 1:4     | Nigérie           | 1:2      | 0:2      |
| Tunisko            | 1:4     | Kamerun           | 0:0      | 1:4      |
| Ghana              | 7:3     | Egypt             | 6:1      | 1:2      |
| Burkina Faso       | 3:3 (v) | Alžírsko          | 3:2      | 0:1      |

### Asie (AFC)
(42 týmů bojujících o 4 přímé místenky a jedno místo v mezikontinentální baráži)
Pětice nejlepších týmů z minulé kvalifikace byla nasazena přímo do třetí fáze, dalších 22 týmů bylo nasazeno do druhé fáze a nejhorších 16 začínalo v první fázi.
V prvních dvou fázích hraných v červnu a červenci 2011 byly týmy rozlosovány do dvojic, ve kterých se utkaly doma a venku. Do třetí fáze postoupilo 15 vítězů druhé fáze, kde se přidali k pětici nasazených týmů. Celky byly rozlosovány do pěti skupin po čtyřech týmech, přičemž první dva týmy z každé skupiny postoupily do čtvrté fáze. V ní bylo 10 týmů rozlosováno do dvou skupin po pěti účastnících. První dva týmy z každé skupiny následně přímo postoupily na závěrečný turnaj, zatímco týmy na třetích místech se utkaly v baráži o místo v mezikontinentální baráži.

#### Konečný stav asijské kvalifikace (Čtvrtá fáze)
| Tým         | Z | B  |
| ----------- | - | -- |
| Írán        | 8 | 16 |
| Jižní Korea | 8 | 14 |
| Uzbekistán  | 8 | 14 |
| Katar       | 8 | 7  |
| Libanon     | 8 | 5  |

| Tým       | Z | B  |
| --------- | - | -- |
| Japonsko  | 8 | 17 |
| Austrálie | 8 | 13 |
| Jordánsko | 8 | 10 |
| Omán      | 8 | 9  |
| Irák      | 8 | 5  |

#### Asijská baráž o 5. místo (Pátá fáze)
| Domácí v 1. zápase | Celkem         | Hosté v 1. zápase | 1. zápas | 2. zápas     |
| ------------------ | -------------- | ----------------- | -------- | ------------ |
| Jordánsko          | 2:2 (9:8 pen.) | Uzbekistán        | 1:1      | 1:1 (prodl.) |

### Evropa (UEFA)
(53 týmů bojujících o 13 místenek)
Evropská kvalifikace začala v září 2012 po Mistrovství Evropy ve fotbale 2012. Týmy byly na hlavním losu 30. července 2011 rozlosovány do osmi skupin po šesti týmech a jedné pětičlenné skupiny. Devět vítězů jednotlivých skupin postoupilo přímo na mistrovství světa. Osm nejlepších týmů na druhých místech hrálo baráž o zbylé čtyři místenky.

#### Konečný stav skupinové fáze evropské kvalifikace
| Tým        | Z  | B  |
| ---------- | -- | -- |
| Belgie     | 10 | 26 |
| Chorvatsko | 10 | 17 |
| Srbsko     | 10 | 14 |
| Skotsko    | 10 | 11 |
| Wales      | 10 | 10 |
| Makedonie  | 10 | 7  |

| Tým       | Z  | B  |
| --------- | -- | -- |
| Itálie    | 10 | 22 |
| Dánsko    | 10 | 16 |
| Česko     | 10 | 15 |
| Bulharsko | 10 | 13 |
| Arménie   | 10 | 13 |
| Malta     | 10 | 3  |

| Tým             | Z  | B  |
| --------------- | -- | -- |
| Německo         | 10 | 28 |
| Švédsko         | 10 | 20 |
| Rakousko        | 10 | 17 |
| Irsko           | 10 | 14 |
| Kazachstán      | 10 | 5  |
| Faerské ostrovy | 10 | 1  |

| Tým        | Z  | B  |
| ---------- | -- | -- |
| Nizozemsko | 10 | 28 |
| Rumunsko   | 10 | 19 |
| Maďarsko   | 10 | 17 |
| Turecko    | 10 | 16 |
| Estonsko   | 10 | 7  |
| Andorra    | 10 | 0  |

| Tým       | Z  | B  |
| --------- | -- | -- |
| Švýcarsko | 10 | 24 |
| Island    | 10 | 17 |
| Slovinsko | 10 | 15 |
| Norsko    | 10 | 12 |
| Albánie   | 10 | 11 |
| Kypr      | 10 | 5  |

| Tým           | Z  | B  |
| ------------- | -- | -- |
| Rusko         | 10 | 22 |
| Portugalsko   | 10 | 21 |
| Izrael        | 10 | 14 |
| Ázerbájdžán   | 10 | 9  |
| Severní Irsko | 10 | 7  |
| Lucembursko   | 10 | 6  |

| Tým                 | Z  | B  |
| ------------------- | -- | -- |
| Bosna a Hercegovina | 10 | 25 |
| Řecko               | 10 | 25 |
| Slovensko           | 10 | 13 |
| Litva               | 10 | 11 |
| Lotyšsko            | 10 | 8  |
| Lichtenštejnsko     | 10 | 2  |

| Tým        | Z  | B  |
| ---------- | -- | -- |
| Anglie     | 10 | 22 |
| Ukrajina   | 10 | 21 |
| Černá Hora | 10 | 15 |
| Polsko     | 10 | 13 |
| Moldavsko  | 10 | 11 |
| San Marino | 10 | 0  |

| Tým       | Z | B  |
| --------- | - | -- |
| Španělsko | 8 | 20 |
| Francie   | 8 | 17 |
| Finsko    | 8 | 9  |
| Gruzie    | 8 | 5  |
| Bělorusko | 8 | 4  |

#### Baráž evropské kvalifikace
| Domácí v 1. zápase | Celkem | Hosté v 1. zápase | 1. zápas | 2. zápas |
| ------------------ | ------ | ----------------- | -------- | -------- |
| Portugalsko        | 4:2    | Švédsko           | 1:0      | 3:2      |
| Ukrajina           | 2:3    | Francie           | 2:0      | 0:3      |
| Řecko              | 4:2    | Rumunsko          | 3:1      | 1:1      |
| Island             | 0:2    | Chorvatsko        | 0:0      | 0:2      |

### Jižní Amerika (CONMEBOL)
(9 týmů bojujících o 4 přímé místenky a jedno místo v mezikontinentální baráži)
Jihoamerické kvalifikace se účastní pouze 9 týmů, protože pořadatelská  Brazílie má účast na závěrečném turnaji jistou jako pořadatel. Celky utvořily jednu skupinu, ve které se utkaly každý s každým doma a venku. První čtyři postoupili přímo na závěrečný turnaj, zatímco celek na páté pozici čekala mezikontinentální baráž.

#### Konečný stav jihoamerické kvalifikace (Skupinová fáze)
| Tým       | Z  | B  |
| --------- | -- | -- |
| Argentina | 16 | 32 |
| Kolumbie  | 16 | 30 |
| Chile     | 16 | 28 |
| Ekvádor   | 16 | 25 |
| Uruguay   | 16 | 25 |
| Venezuela | 16 | 20 |
| Peru      | 16 | 15 |
| Bolívie   | 16 | 12 |
| Paraguay  | 16 | 12 |

### Oceánie (OFC)
(11 týmů bojujících o jedno místo v mezikontinentální baráži)
Čtveřice nejníže nasazených týmů se nejprve v první fázi utkala jednokolově každý s každým na centralizovaném místě o jedno postupové místo na Oceánský pohár národů 2012, který byl zároveň druhou fází kvalifikace na MS. Postupující z první fáze se zde přidal k sedmičce přímo nasazených týmů. Druhá fáze se hrála opět na jednom centralizovaném místě. Osmička týmů byla rozlosována do dvou skupin po čtyřech, přičemž první dva z každé skupiny postoupili do semifinále. Vítěz finále postoupil na Konfederační pohár FIFA 2013 a všichni semifinalisté postoupili do třetí fáze kvalifikace MS, kde utvořili čtyřčlennou skupinu, v níž se utkal dvoukolově každý s každým doma a venku. Vítěz této skupiny následně postoupil do mezikontinentální baráže.

#### Konečný stav oceánské kvalifikace (Třetí fáze)
| Tým                 | Z | B  |
| ------------------- | - | -- |
| Nový Zéland         | 6 | 18 |
| Nová Kaledonie      | 6 | 12 |
| Tahiti              | 6 | 3  |
| Šalomounovy ostrovy | 6 | 3  |

### Severní, Střední Amerika a Karibik (CONCACAF)
(35 týmů bojujících o 3 přímé místenky a jedno místo v mezikontinentální baráži)
Šestice nejlepších podle žebříčku FIFA z března 2011 bylo nasazeno přímo do druhé fáze, dalších 19 týmů bylo nasazeno přímo do první fáze a nejhorších 10 se muselo účastnit předkola.
Předkolo se hrálo systémem doma a venku v červnu a červenci 2011. Pětice postupujících byla v první skupinové fázi spolu s 19 nasazenými rozlosována do šesti skupin po čtyřech. Vítězové skupin následně postoupili do druhé skupinové fáze, kde se přidali k šestici přímo nasazených. Dvanáctka týmů zde byla rozlosována do tří skupin po čtyřech. První dva týmy z každé skupiny následně postoupily do třetí (finálové) fáze. Tam šestice týmů vytvořila jednu skupinu, ze které postoupily první tři týmy na mistrovství světa, zatímco tým na čtvrtém místě postoupil do mezikontinentální baráže.

#### Konečný stav severoamerické kvalifikace (Třetí fáze)
| Tým       | Z  | B  |
| --------- | -- | -- |
| USA       | 10 | 22 |
| Kostarika | 10 | 18 |
| Honduras  | 10 | 15 |
| Mexiko    | 10 | 11 |
| Panama    | 10 | 8  |
| Jamajka   | 10 | 5  |

### Mezikontinentální baráže
Mezikontinentální baráže se hrály systémem doma a venku v listopadu 2013 a určily zbylé dva účastníky MS 2014.

#### AFC vs. CONMEBOL
| Domácí v 1. zápase | Celkem | Hosté v 1. zápase | 1. zápas | 2. zápas |
| ------------------ | ------ | ----------------- | -------- | -------- |
| Jordánsko          | 0:5    | Uruguay           | 0:5      | 0:0      |

#### CONCACAF vs. OFC
| Domácí v 1. zápase | Celkem | Hosté v 1. zápase | 1. zápas | 2. zápas |
| ------------------ | ------ | ----------------- | -------- | -------- |
| Mexiko             | 9:3    | Nový Zéland       | 5:1      | 4:2      |

## Statistika
Údaje platné pro všechny zóny v tomto kvalifikačním cyklu (včetně případných baráží):
Nejlepší střelci
- Deon McCaulay (11 gólů)
- Robin van Persie (11 gólů)
- Luis Alberto Suárez (11 gólů)

Mužstva s nejvíce nastřílenými brankami
- Německo (36 gólů, skóre 36:10, průměr 3,6 vstřelených gólů na zápas, 10 odehraných zápasů, 9 výher, 1 remíza, 0 proher)
- Nová Kaledonie (36 gólů, skóre 36:13, průměr 3,3 vstřelených gólů na zápas, 11 odehraných zápasů, 7 výher, 0 remíz, 4 prohry)

Mužstvo s nejvíce inkasovanými brankami
- San Marino (54 gólů, skóre 1:54, průměr 5,4 inkasovaných gólů na zápas, 10 odehraných zápasů, 0 výher, 0 remíz, 10 proher)